# 宋克仁
宋克仁（1919年10月—2007年），男，山东泰安人，中华人民共和国政治人物，曾任中华人民共和国商业部副部长，中国商业统计学会会长。